# Плеод (Долина Аосте)
Плеод је насеље у Италији у округу Долина Аосте, региону Долина Аосте.
Према процени из 2011. у насељу је живело 61 становника. Насеље се налази на надморској висини од 797 м.